# ارتش ششم زرهی (ورماخت)
ارتش ششم زرهی (آلمانی: 6. Panzerarmee) یکی ارتش‌های ورماخت در جنگ جهانی دوم بود.

## فرماندهان
- یوزف دیتریش